# Devil World
Devil World (デビルワールド)  es un videojuego de laberintos desarrollado y publicado por Nintendo para la Nintendo Entertainment System. Fue lanzado en Japón el 5 de octubre de 1984 y en Europa el 15 de julio de 1987. El juego también fue lanzado en la Consola Virtual de Wii en Japón el 22 de enero de 2008 y en Europa y Australia el 31 de octubre de 2008. El juego tiene una jugabilidad similar a la de Pac-Man. 
Por años permaneció como es el único juego diseñado por Shigeru Miyamoto que no ha sido lanzado en América del Norte, a pesar de que el juego es simple y en inglés. Esto se debió a las estrictas políticas de Nintendo en Estados Unidos sobre el uso de símbolos religiosos en los juegos, que estaban a su máximo nivel al momento del lanzamiento original del juego.
Sin embargo, el 30 de octubre de 2023, Nintendo anunció el lanzamiento de Devil World para el servicio Nintendo Switch Online. Un adelanto nos enseña que las referencias religiosas se mantienen en su primer lanzamiento para Occidente. 

## Sistema de juego
El jugador controla a Tamagon, un dragón verde que decide atacar el Mundo demoníaco (Devil World). Un segundo jugador puede acompañarle (por turnos) controlando a un dragón rojo. 
El jugador recorrerá una serie de laberintos, en los que se encuentran enemigos que se interpondrán en su camino. En estos escenarios se encuentran unos puntos (Boa Boa Dots) que deben ir comiéndose, así como unas cruces que otorgarán el poder de lanzar fuego.
En la parte de arriba de la pantalla se encuentra el Demonio, que marcará la dirección en que se moverá el scroll por el laberinto en forma contraria. Esto puede ser peligroso, pues el jugador puede quedar atrapado entre las paredes y perder una vida.
Una vez que se han comido todos los puntos, el siguiente objetivo es recoger cuatro rompecabezas de Biblias y llevarlas hasta un sello del centro. Las Biblias otorgan el mismo poder que las cruces. Una vez que se han reunido las cuatro en el sello, el Demonio se convierte en un murciélago y vuela hasta el siguiente laberinto.
Antes de pasar al siguiente laberinto, se jugará en una fase de bonus, en la que deben abrirse todas las cajas que se pueda (hay 6 cajas) en 30 segundos. Solo en una de ellas se encuentra una vida extra (un huevo verde); las demás solo darán puntos.
El juego seguirá constantemente este esquema. Tras 16 rondas, el juego termina, según las instrucciones de la versión europea, aunque esto no es cierto. El juego no tiene un final claro, pues se puede continuar hasta la ronda 99 (si no acabamos con todas las vidas antes), y de ahí volver a empezar. El juego se basa en una idea muy arcade, que es la de superar la mayor puntuación, sin importar cuándo acaba el juego.

## Curiosidades
- Es el único juego diseñado por Shigeru Miyamoto que no ha visto la luz en América.
- El sonido de Tamagon rompiendo el cascarón al salir (Luego de presionar cualquier botón) es el mismo sonido cuando Yoshi es liberado en "Super Mario World". Al mismo tiempo, el sonido cuando se pausa el videojuego y cuando se obtiene vida extra es el mismo sonido de pausa en Super Mario Bros.. La referencia es obvia, si se toma en cuenta que ambos videojuegos fueron también desarrollados por Nintendo EAD.
- Las Biblias que aparecen en este juego, volverían a usarse en The Legend of Zelda, aunque renombradas como Libro de Magia (Book of Magic).
- En la versión japonesa de Super Smash Bros. Melee se puede obtener el trofeo de Tamagon. En la americana este trofeo no puede conseguirse a no ser que se use el Action Replay. Y en la versión europea se ha suprimido completamente este trofeo.
- En Tetris DS, en el modo Maratón, cuando se llega al nivel 17, el fondo cambia a uno basado en Devil World.
- En Super Smash Bros. Brawl aparece el Demonio como ayudante, haciendo que el escenario se mueva en Dirección Contraria a la que él indica,Similar al juego.
- En Super Smash Bros. Wii U/3DS Vuelve aparece el Demonio como ayudante, haciendo que el escenario se mueva en Dirección Contraria a la que él indica,Similar al juego.
- En Captain Rainbow El Demonio aparece como uno de los olvidados personajes de Nintendo en Mimin isla. Su deseo es convertirse en el villano número uno en el infierno.
- En Art Style: PiCOPiCT Dos puzles en el juego se basan En Devil World, con sprites en la pantalla superior y la música del juego. Hay otros dos enigmas de Devil World en el "Dark Stages" de modo.